# كريستوفر مالون
كريستوفر مالون (بالإنجليزية: Christopher Malone)‏ (17 مارس 1990 بغلاسكو في المملكة المتحدة - ) هو لاعب كرة قدم بريطاني في مركز الدفاع. لعب مع أردريونيانز وجلينفتون أثلتيك ‏ وKilbirnie Ladeside F.C. ‏ ونادي ليفينغستون لكرة القدم.

## وصلات خارجية
- كريستوفر مالون على موقع قاعدة بيانات كرة القدم.إي يو (الإنجليزية)
- كريستوفر مالون على موقع Soccerbase.com (لاعب) (الإنجليزية)